# Sinfonía n.º 13 (Shostakóvich)

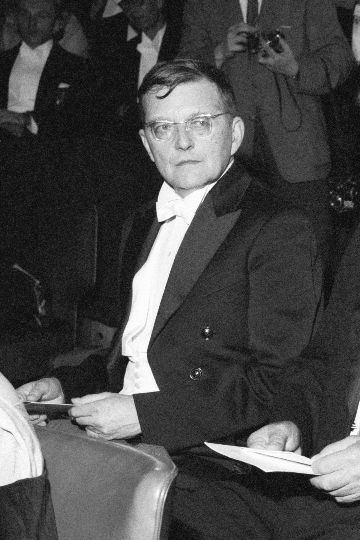
Shostakóvich en 1958.

La Sinfonía n.° 13 en si bemol menor, Op. 113, también conocida como Babi Yar, fue compuesta por Dmitri Shostakóvich en 1962. Aunque la obra se conoce comúnmente con el sobrenombre de Babi Yar, en la partitura manuscrita del maestro ruso no figura tal subtítulo.

## Historia

### Contexto

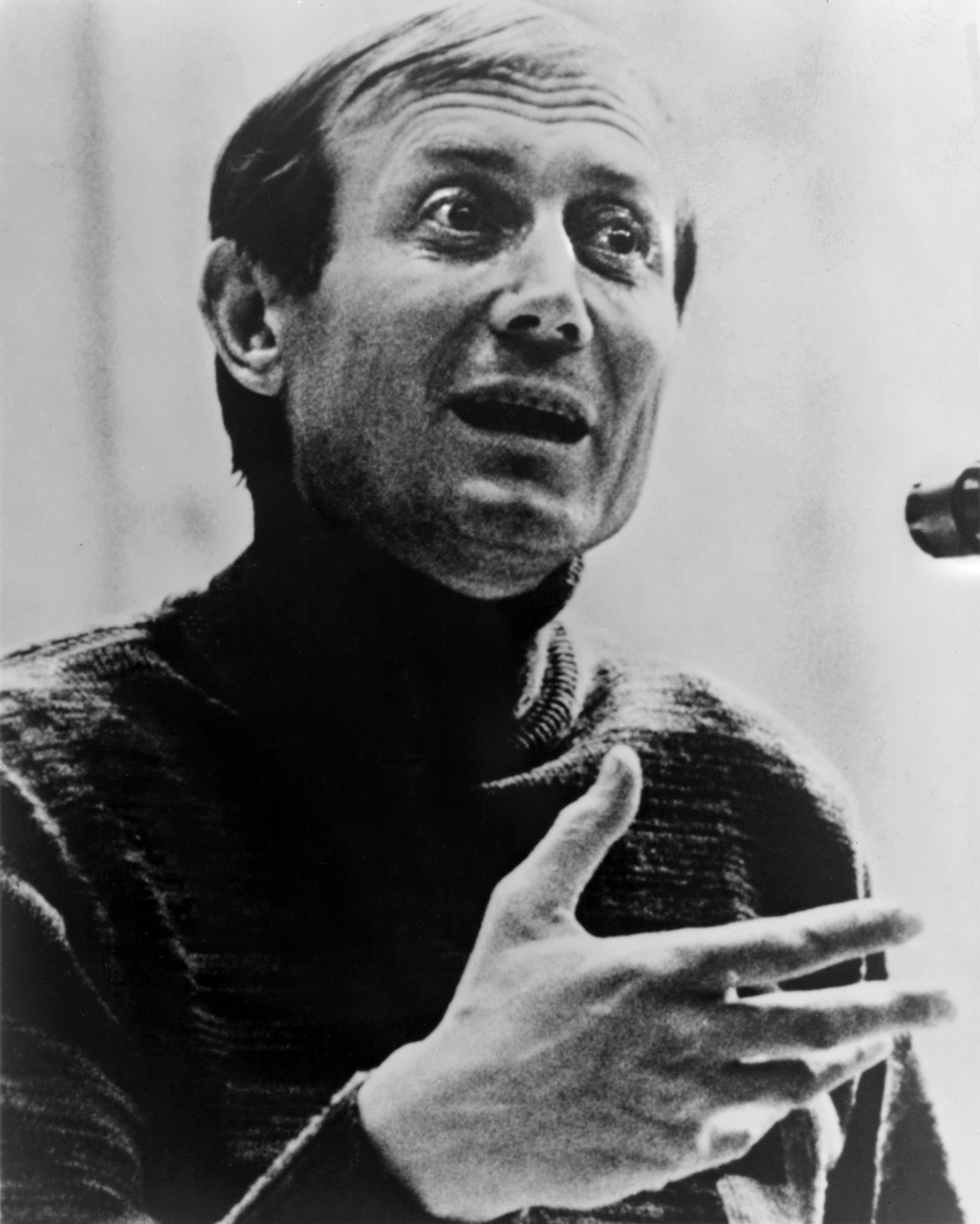
Yevgueni Yevtushenko, 1979.

En septiembre de 1961 el poema titulado "Babi Yar" de Yevgueni Yevtushenko apareció publicado en el periódico Literatúrnaya gazeta. Junto con la publicación de la novela de Aleksandr Solzhenitsyn Un día en la vida de Iván Denísovich en la revista literaria Novy Mir, formó parte de una oleada de obras literarias y cinematográficas surgidas a raíz del llamado "Deshielo de Jrushchov". Fue un proceso de desestalinización emprendido por Nikita Jrushchov, el secretario general del Partido Comunista de la Unión Soviética. Los editores comenzaron a recibir novelas, cuentos y memorias que denunciaban la represión política en la Unión Soviética durante la época estalinista. Aun así, la publicación del poema "Babi Yar" le costó el puesto al redactor-jefe de Literatúrnaya gazeta, Valeri Kosolápov. Esta tendencia pronto se desvaneció,cuando Jrushchov fue reemplazado por Leonid Brézhnev en 1964.
Según los informes, Shostakóvich le dijo al compositor Edison Denísov que siempre había detestado el antisemitismo. También se informa que le dijo al musicólogo Solomón Vólkov, con respecto a la masacre de Babi Yar y el estado del pueblo judío en la Unión Soviética:

«… Sería bueno que los judíos pudieran vivir en paz y felices en Rusia, donde nacieron. Pero nunca debemos olvidarnos de los peligros del antisemitismo y seguir recordándolo a otros, porque la infección sigue viva y quién sabe si alguna vez desaparecerá. Por eso me llené de alegría cuando leí "Babi Yar" de Yevtushenko; el poema me asombró. Asombró a miles de personas. Muchos habían oído hablar de Babi Yar, pero fue necesario el poema de Yevtushenko para que se dieran cuenta. Intentaron destruir la memoria de Babi Yar, primero los alemanes y luego el gobierno ucraniano. Pero después del poema de Yevtushenko, quedó claro que nunca sería olvidado. Ese es el poder del arte. La gente sabía acerca de Babi Yar antes del poema de Yevtushenko, pero se quedaron callados. Y cuando leyeron el poema, el silencio se rompió. El arte destruye el silencio.»

### Composición

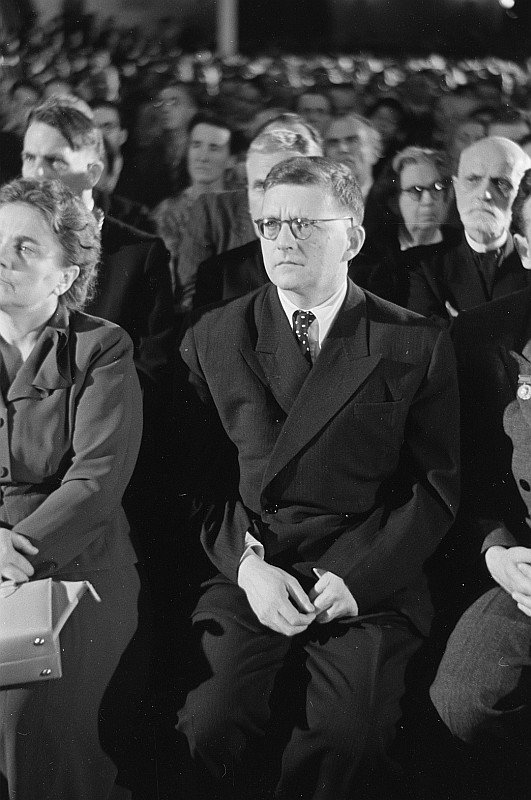
Dmitri Shostakóvich, 1950.

La composición de este opus se completó el 20 de julio de 1962. En origen la pieza fue concebida como un "poema sinfónico vocal" de un solo movimiento basado en el poema de Yevtushenko. A finales de mayo, Shostakóvich había encontrado tres poemas adicionales del mismo autor, lo que lo llevó a expandir el trabajo a una sinfonía coral de varios movimientos al complementar el tema del sufrimiento judío de Babi Yar con los versos de Yevtushenko sobre otros abusos soviéticos. El poeta escribió el texto del cuarto movimiento, "Miedos" (Straji), a petición del compositor. El compositor completó estos cuatro movimientos adicionales en seis semanas, dando los toques finales a la sinfonía el 20 de julio de 1962, durante una estadía en el hospital. Dado de alta ese día, tomó el tren nocturno a Kiev para mostrar la partitura al bajo ucraniano Borýs Hmyria, un artista al que admiraba especialmente y quería cantar la parte solista de la obra. De allí fue a Leningrado para entregar la partitura al director de orquesta Yevgueni Mravinski.
Yevtushenko recordó, al escuchar al compositor tocar y cantar la sinfonía completa para él:

«... Me quedé atónito, y sobre todo por su elección de poemas tan aparentemente dispares. Nunca se me había ocurrido que pudieran estar unidos así. En mi libro "Ondeo de la mano" [«Взмах руки»] no los puse uno al lado del otro. Pero aquí la jovial, juvenil y antiburocrática "Carrera" y el poema "Humor", lleno de alegres versos, se vinculaban con el melancólico y gráfico poema sobre cansadas mujeres rusas haciendo cola en una tienda. Luego vino "Los miedos están muriendo en Rusia". Shostakóvich lo interpretó a su manera, dándole una profundidad y perspicacia de la que el poema carecía antes... Al conectar todos estos poemas de esa manera, Shostakóvich me cambió por completo como poeta.»

El poeta agregó, sobre la configuración del compositor de Babi Yar que "si pudiera escribir música, la habría escrito exactamente como lo hizo Shostakóvich... Su música hizo que el poema fuera más grande, significativo y poderoso. En una palabra, se convirtió en un poema mucho mejor.”

### Creciente controversia
Cuando Shostakóvich completó el primer movimiento el 27 de marzo de 1962, Yevtushenko ya estaba siendo objeto de una campaña de críticas, ya que ahora se lo consideraba una responsabilidad política. Los agentes de Jrushchov engendraron una campaña para desacreditarlo, acusando al poeta de anteponer el sufrimiento del pueblo judío al de los rusos. La intelectualidad lo llamó un "poeta de boudoir", en otras palabras, un moralista. Shostakóvich defendió al poeta en una carta dirigida a su alumno Borís Tíshchenko fechada el 26 de octubre de 1965:

«En cuanto a lo que es la poesía "moralizante", no entendí. Por qué, como usted sostiene, no está "entre los mejores". La moralidad es la hermana gemela de la conciencia. Y como Yevtushenko escribe sobre la conciencia, Dios le conceda todo lo mejor. Todas las mañanas, en lugar de las oraciones matutinas, releo, bueno, recito de memoria, dos poemas de Yevtushenko, "Las botas" y "Carrera". "Las botas" es conciencia. "Carrera" es moralidad. Uno no debe ser privado de la conciencia. Perder la conciencia es perderlo todo.»

Para el Partido, interpretar textos críticos en un concierto público con acompañamiento sinfónico tenía un impacto potencialmente mucho mayor que simplemente leer los mismos textos en casa en privado. No debería sorprender, entonces, que Jrushchov lo criticara antes del estreno y amenazara con detener su presentación. Shostakóvich supuestamente afirmó en Testimonio:

«A Jruschov le importaba un comino la música en este caso, estaba enojado por la poesía de Yevtushenko. Pero algunos luchadores en el frente musical realmente se animaron. Allí, verá, Shostakóvich ha demostrado que no es digno de confianza una vez más. ¡Vamos por él! Y comenzó una repugnante campaña de veneno. Intentaron asustar a todos, desde Yevtushenko y yo.»

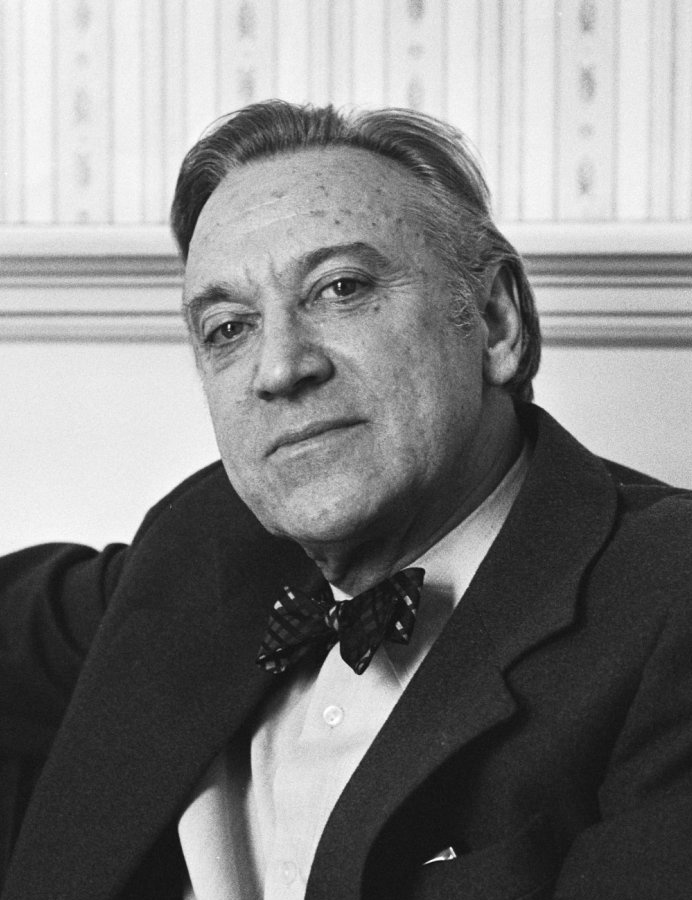
Kiril Kondrashin, 1979.

A mediados de agosto de 1962, el cantante Borýs Hmyria se había retirado del estreno bajo la presión del Comité del Partido local; escribiendo al compositor y afirmando que, en vista del texto dudoso, se negaba a ejecutar la obra. El director Yevgueni Mravinski pronto hizo lo mismo, aunque se excusó por razones distintas a las políticas. Shostakóvich luego le pidió a Kiril Kondrashin que dirigiera el trabajo. Se contrataron dos cantantes, Víktor Nechipailo para cantar el estreno y Vitaly Gromadsky en caso de que se necesitara un sustituto. Nechipailo se vio obligado a abandonar en el último minuto para sustituir, en una representación de Don Carlo de Verdi en el Teatro Bolshói, a un cantante al que se le había ordenado "enfermar", según la autobiografía de la cantante Galina Vishnévskaya, la esposa de Mstislav Rostropóvich. También se le pidió a Kondrashin que se retirara, pero se negó. Luego fue presionado para que abandonara el primer movimiento.
La interferencia oficial continuó durante todo el día del concierto. Las cámaras originalmente programadas para televisar la pieza fueron desmanteladas ruidosamente. Todo el coro amenazó con irse; un discurso desesperado de Yevtushenko fue todo lo que les impidió hacerlo. 

### Estreno y primeras interpretaciones
El estreno finalmente se llevó a cabo el 18 de diciembre de 1962 en la Gran Sala del Conservatorio de Moscú con la interpretación de la Orquesta Filarmónica de Moscú bajo la batuta de Kiril Kondrashin. El director Yevgueni Mravinski rechazó la asignación. Vitaly Gromadsky cantó la parte solista junto con las voces masculinas del Coro Académico Estatal Ruso dirigido por Aleksandr Yúrlov. En esta primera interpretación el palco del gobierno permaneció vacío mientras que el teatro estaba repleto. 

#### Líneas cambiadas
Kondrashin dio dos representaciones de esta sinfonía; una tercera estaba programado para el 15 de enero de 1963. Sin embargo, a principios de 1963, Yevtushenko supuestamente publicó una segunda versión, ahora políticamente correcta, de Babi Yar, el doble de larga que la original. La extensión de la nueva versión puede explicarse no solo por cambios en el contenido, sino también por una diferencia notable en el estilo de escritura. Es posible que Yevtushenko hubiera cambiado intencionalmente su estilo de narración para dejar en claro que la versión modificada del texto no es algo que pretendía inicialmente. Si bien la biógrafa de Shostakóvich, Laurel Fay, sostiene que ese volumen aún no ha aparecido, el hecho es que Yevtushenko escribió nuevas líneas para las ocho más ofensivas cuestionadas por las autoridades.
El resto del poema está tan fuertemente dirigido a las autoridades políticas soviéticas como las líneas que se cambiaron, por lo que las razones de estos cambios fueron más precisas. No queriendo poner música a la nueva versión, pero sabiendo que la versión original tenía pocas posibilidades de interpretación, el compositor accedió a la interpretación de la nueva versión, pero no añadió esas líneas en el manuscrito de la sinfonía.
| Versión original en ruso | Versión censurada en ruso |
| --- | --- |
| Мне кажется сейчас – я иудей. Вот я бреду по древнему Египту. А вот я, на кресте распятый, гибну, и до сих пор на мне – следы гвоздей. ... И сам я, как сплошной беззвучный крик, над тысячами тысяч погребённых. Я – каждый здесь расстрелянный старик. Я – каждый здесь расстрелянный ребёнок. | Я тут стою, как будто у криницы, дающей веру в наше братство мне. Здесь русские лежат и украинцы, с евреями лежат в одной земле.. ... Я думаю о подвиге России, фашизму преградившей путь собой, до самой наикрохотной росинки мне близкой всею сутью и судьбой. |

| Versión original traducida | Versión censurada traducida |
| --- | --- |
| Me siento judío. Aquí estoy vagando por el antiguo Egipto. Y aquí estoy, crucificado en una cruz, muriendo, Y todavía llevo las marcas de los clavos. ... Y yo mismo, como un grito silencioso, Sobre los miles y miles enterrados aquí. Soy cada anciano fusilado aquí. Soy cada niño fusilado aquí. | Aquí estoy como en un manantial, Que me da fe en nuestra hermandad. Aquí yacen rusos y ucranianos Y los judíos yacen en la misma tierra. ... Pienso en los heroicos muertos de Rusia En bloquear el camino al fascismo. Hasta la más pequeña gota de rocío, está cerca de mí En su ser y su destino. |

Incluso con estas líneas cambiadas, la sinfonía disfrutó de relativamente pocas representaciones: dos con el texto revisado en Moscú en febrero de 1963, dos interpretaciones en Minsk (con el texto original, dirigidas por Vitali Katáiev y solista bajo Askold Besedin) en marzo, así como en Gorki, Leningrado y Novosibirsk. Después de estas representaciones, la obra fue efectivamente prohibida en el bloque del Este, y el estreno de la obra en Berlín Oriental se produjo solo porque el censor local se olvidó de aprobar la representación con Moscú de antemano. Mientras tanto, una copia de la partitura con el texto original pasó de contrabando a Occidente, donde fue estrenada y grabada en enero de 1970 por la Orquesta de Filadelfia bajo la dirección de Eugene Ormandy.
Después del movimiento "Babi Yar", "Miedos" (Straji) fue el más brutalmente atacado de los movimientos por los burócratas. Para mantener la interpretación de la sinfonía, se modificaron siete versos del poema, reemplazando las referencias al encarcelamiento sin juicio, al abandono de los pobres y al miedo experimentado por los artistas.

## Instrumentación
La partitura está escrita para un bajo solista, un coro de bajos y una orquesta formada por:
- Viento madera: 3 flautas (la tercera doblando al flautín), 3 oboes (el tercero doblando al corno inglés), 3 clarinetes (el segundo doblando al clarinete en mi bemol y el tercero doblando al clarinete bajo), 3 fagotes (el tercero doblando al contrafagot).
- Viento metal: 4 trompas, 3 trompetas, 3 trombones, 1 tuba.
- Percusión: timbales, bombo, caja, platillos, tam-tam, triángulo, pandereta, castañuelas, látigo, caja china, campanas, glockenspiel, xilófono, celesta.
- Teclado: piano.
- Cuerda: 2 arpas (preferiblemente dobladas) y una sección de cuerdas con violines I y II, violas, violonchelos y contrabajos.

La orquestación de Borís Godunov, Jovánschina y Cantos y danzas de la muerte de Modest Músorgski tuvo una influencia significativa en esta sinfonía, así como en la producción tardía de Shostakóvich. 

## Estructura y análisis
La sinfonía consta de cinco movimientos: 
- I. Babi Yar. Adagio
- II. Yúmor. Allegretto
- III. V magazine. Adagio
- IV. Straji. Largo
- V. Kariera. Allegretto

La interpretación de esta obra dura aproximadamente 60 minutos. Se trata de una obra sinfónica escrita para bajo solista, coro masculino y gran orquesta en cinco movimientos. Cada movimiento es escenario de un poema de Yevgueni Yevtushenko que describe aspectos de la historia y la vida soviéticas (Babi Yar, Humor, En la tienda, Miedos y Carrera; en ruso «Бабий Яр», «Юмор», «В магазине», «Страхи», «Карьера»). La pieza se ha descrito como una sinfonía coral, pero también como una cantata sinfónica o un ciclo de canciones orquestales. La música, aunque tiene vida y lógica propias, permanece íntimamente unida a los textos. El coro, usado consistentemente al unísono, a menudo crea la impresión de una recitación coral, mientras que los pasajes del barítono solista crean una impresión similar de "canción hablada". Sin embargo, Shostakóvich proporciona un sólido marco sinfónico para la obra: un movimiento de apertura fuertemente dramático, un scherzo, dos movimientos lentos y un finale; justificándolo plenamente como una sinfonía.
El maestro ruso escribió la mayor parte de su música vocal tras su inmersión en la obra de Músorgski, y se puede decir que su método de escribir para la voz en pequeños intervalos, con mucha repetición tonal y atención a la declamación natural, fue tomado directamente de Músorgski. Asimismo se señala que Shostakóvich declaró la influencia del compositor mayor, afirmando que "[trabajar] con Músorgski aclara algo importante para mí en mi propio trabajo... Algo de Jovánschina fue transferido a la Sinfonía n.º 13".

### I.Babi Yar. Adagio
En este movimiento, Shostakóvich y Yevtushenko transforman la masacre de judíos de 1941 por parte de los nazis en Babi Yar, cerca de Kiev, en una denuncia del antisemitismo en todas sus formas. (Aunque el gobierno soviético no erigió un monumento en Babi Yar, se convirtió en un lugar de peregrinaje para los judíos soviéticos.) Shostakóvich establece el movimiento como una serie de episodios teatrales: el asunto Dreyfus, el pogromo de Białystok y la historia de Ana Frank, interludios prolongados en el tema principal del poema, lo que le da al movimiento la estructura dramática y las imágenes teatrales de la ópera mientras recurre a la ilustración gráfica y la pintura de palabras vívidas. Por ejemplo, la burla del encarcelado Dreyfus arrojándole paraguas a través de los barrotes de la prisión puede estar en un par de corcheas acentuadas en los metales, con la acumulación de amenaza en el episodio de Ana Frank, que culmina en la imagen musical del derribo de la puerta del escondite de los Frank, que subraya la persecución de esa familia. El pueblo ruso no es antisemita, es internacionalista, y la música es brevemente como un himno antes de disolverse en la cacofonía de aquellos que afirman falsamente estar trabajando para el pueblo.

### II.Yúmor. Allegretto
Shostakóvich cita del tercero de sus Seis romances sobre versos de poetas británicos, Op. 62, el poema Macpherson Before His Execution de Robert Burns, para colorear las imágenes de Yevtushenko del espíritu de la burla, interminablemente asesinado y eternamente resucitado, denunciando los vanos intentos de los tiranos de encadenar el ingenio. El movimiento es un gesto mahleriano burlón de tipo burlesque, no simplemente ligero o humorístico sino ingenioso, satírico y paródico. La energía incontenible de la música ilustra que, al igual que con el coraje y la locura, el humor, incluso en la forma de "reírse en la cara de la horca", es incontenible y eterno (un concepto, dicho sea de paso, también presente en el poema de Burns). También cita irónicamente una melodía de la Sonata para dos pianos y percusión de Bartók, como respuesta a las críticas hacia su Sinfonía n.º  7.

### III.V magazine. Adagio
Este movimiento trata sobre las dificultades de las mujeres soviéticas que hacen cola en una tienda. También es un tributo a la resistencia paciente. Esto despierta la compasión de Shostakóvich no menos que el prejuicio racial y la violencia gratuita. Escrito en forma de lamento, el coro se aparta de su línea de unísono en los dos acordes armonizados finales de la música por única vez en toda la sinfonía, y termina en una cadencia plagal que funciona de manera muy similar a un amén litúrgico.

### IV.Straji. Largo
Este movimiento toca el tema de la represión en la Unión Soviética y es el más elaborado musicalmente de los cinco movimientos de la sinfonía, utilizando una variedad de ideas musicales para enfatizar su mensaje, desde una marcha airada hasta alternar episodios suaves y violentos. Aquí se destacan los efectos orquestales, la tuba, por ejemplo, que se remonta a la sección de "arresto de medianoche" del primer movimiento de la Cuarta sinfonía, que contiene algunos de los toques instrumentales más aventureros del compositor desde su período modernista. También prevé algunas de las prácticas posteriores de Shostakóvich, como una fila de tonos de 11 notas tocada por la tuba como motivo de apertura.
La ambigüedad armónica infunde una profunda sensación de inquietud cuando el coro entona las primeras líneas del poema Miedos: "Los miedos se están extinguiendo en Rusia" ("Умирают в России страхи"). Shostakóvich rompe este estado de ánimo en respuesta a las líneas de Yevtushenko, "No teníamos miedo de construir durante las ventiscas, / de ir a la batalla bajo fuego de artillería, / pero a menudo estábamos atemorizados / de hablarnos a nosotros mismos", imitando la canción de marcha muy conocida en la época soviética Smelo továrishchi v nogu ("Valientemente, camaradas, marchad al paso"). Esta canción fue escrita en 1896 por el revolucionario ruso Leonid Radin durante su reclusión en la cárcel moscovita de Taganka.

### V.Kariera. Allegretto
Si bien este movimiento se abre con un dúo pastoral de flautas sobre un bajo de pedal de si bemol, dando el efecto musical de la luz del sol después de una tormenta, es un ataque irónico a los burócratas, tocando el interés propio cínico y la unanimidad robótica mientras también un tributo a la creatividad genuina. Sigue la línea de otros finales satíricos, especialmente la Sinfonía n.º 8 y los Cuartetos de cuerda n.º 4 y n.º 6. El solista entra en igualdad de condiciones con el coro, con comentarios sarcásticos proporcionados por el fagot y otros instrumentos de viento, así como el chirrido grosero de las trompetas. También se basa, más que los otros movimientos, en pasajes puramente orquestales como enlaces entre declaraciones vocales.

## Recepción de la obra
Tras el estreno, la sinfonía recibió una tremenda ovación. El director de orquesta de esta primera interpretación Kondrashin recordó:

«Al final del primer movimiento, la audiencia comenzó a aplaudir y gritar histéricamente. El ambiente ya era lo suficientemente tenso, y les hice señas para que se calmaran. Comenzamos a tocar el segundo movimiento de inmediato, para no poner a Shostakóvich en una posición incómoda.»

El escultor Ernst Neizvestny, que estaba presente, comentó: 

«¡Fue grandioso! Había una sensación de que algo increíble estaba sucediendo. Lo interesante fue que cuando terminó la sinfonía, no hubo aplausos al principio, solo una pausa inusualmente larga, tan larga que incluso pensé que podría ser algún tipo de conspiración. Pero entonces el público estalló en aplausos salvajes con gritos de ¡Bravo!»

## Discografía selecta
- 1962 – Vitali Gromadsky (bajo), Coros masculinos del Estado Republicano y del Instituto Gnessin, Filarmónica de Moscú, dir. Kirill Kondrashin. Grabado en vivo con texto original durante la segunda presentación el 20 de diciembre de 1962 (Russian Disc. 1993; Praga Digitals 2014).
- 1965 – Vitaly Gromadsky (bajo), Coro masculino y Filarmónica de Moscú, dir. Kiril Kondrashin. Grabado con texto revisado en septiembre de 1965. (Everest LP noviembre de 1967; Essential Classics CD de 2011). Historic Recording alcanzó el puesto 9 en Billboard USA Classical Chart. Las notas del LP afirman que las cintas fueron "sacadas de contrabando" de la Unión Soviética.
- 1965; 1971 – Artur Eisen (bajo), Coro masculino del Estado Republicano, dir. Aleksandr Yúrlov, Filarmónica de Moscú, dir. Kirill Kondrashin (Melodiya). Grabado con texto revisado en 1965 o 1971 y publicado en 1972.
- 1970 – Tom Krause (bajo-barítono), Hombres del Club Mendelssohn de Filadelfia, Orquesta de Filadelfia, dir. Eugene Ormandy (RCA SB6830).
- 1980 – Dimiter Petkov (bajo), Hombres del Coro y Orquesta Sinfónica de Londres, dir. Andre Previn (EMI Classics).
- 1984 – Marius Rintzler (bajo), Hombres del Coro y Orquesta Real del Concertgebouw, dir. Bernard Haitink (Decca; en Spotify).
- 1987 – Nikita Storojev (bajo), Hombres del CBSO, Coro de la Universidad de Warwick, Coro y Orquesta Sinfónica de la Ciudad de Birmingham, dir. Okko Kamu (Chandos 8540 LP ABRD 1248).
- 1988 – Nicola Ghiuselev (bajo), Hombres de la Choral Arts Society of Washington y Orquesta Sinfónica Nacional, dir. Mstislav Rostropóvich (Teldec).
- 1990 – Peter Mikuláš (bajo), Coro Filarmónico Eslovaco, Orquesta Sinfónica de la Radio Checoslovaca, dir. Ladislav Slovák (Naxos 8.550630).[27]
- 1993 – Sergei Leiferkus (barítono), Yevtushenko (recitador), Coro masculino del New York Choral Arts, Filarmónica de Nueva York, dir. Kurt Masur (Teldec; en vivo).
- 1993 – Eliahu Inbal, Orquesta Sinfónica de Viena, dir. Robert Holl (Denon; en Spotify).
- 1995 – Anatoly Kortscherga (bajo), Orquesta Sinfónica de Gotemburgo, dir. Neeme Järvi (DG).
- 1995 – John Shirley-Quirk (bajo), Düsseldorfer Symphoniker, dir. David Shallon (Musica MundI).
- 1995 – Sergei Aleksashkin (bajo), Hombres del Coro y Orquesta Sinfónica de Chicago, dir. Georg Solti (Decca).
- 2000 – Sergei Aleksashkin (bajo), Orquesta Sinfónica de la Radio de Colonia, dir. Rudolf Barshai (Brilliant Classics).
- 2005 – Sergei Aleksashkin (bajo), Coro Bayerischen Rundfunks y Orquesta Sinfónica de la Radio de Baviera, dir. Mariss Jansons (EMI Classics, en Spotify).
- 2006 – Jan-Hendrik Rootering (bajo), Coro y Orquesta Filarmónica de la Radio de los Países Bajos dir. Mark Wigglesworth (BIS).
- 2013 – Aleksandr Vinográdov (bajo), Sociedad Coral de Huddersfield, Real Coro y Real Orquesta Filarmónica de Liverpool, dir. Vasili Petrenko (Naxos 8.573218).[28]
- 2017 – Oleg Tsibulko (bajo), Coro de la Academia Popov de Artes Corales, Coro Kozhévnikov, Orquesta Nacional Rusa, dir. Kiril Karabits (Pentatone PTC 5186 618).
- 2018 – Alexey Tikhomirov (bajo), Hombres del Coro y Orquesta Sinfónica de Chicago, dir. Riccardo Muti (CSO Resound; en Spotify; en vivo).
- 2019 – Orquesta Filarmónica de Dresde, dir. Michael Sanderling (en Spotify).
- – Sergei Koptchak (bajo), Grupo Coral Nikikai y Orquesta Sinfónica de la NHK, dir. Vladímir Ashkenazi (Decca; en vivo).
- – Anatoli Safiulin (bajo), Hombres del Coro Académico Ruso Estatal de Yúrlov, Orquesta Sinfónica del Ministerio de Cultura de la URSS, dir. Guennadi Rozhdéstvenski.